# Вулиця Вознесенський Яр
Ву́лиця Вознесе́нський Яр — вулиця в Шевченківському районі міста Києва, місцевість Кудрявець. Пролягає від Глибочицької вулиці до Кудрявської вулиці і Вознесенського узвозу.

## Історія
Вулиця відома з 2-ї половини XIX століття під назвою вулиця Вознесенський Яр як прилегла до Вознесенського узвозу. У 1907 отримала назву Петрівська на честь російського царя Петра І з нагоди 200-річчя його відвідин Києва.
Історичну назву вулиці відновлено 2023 року.

## Забудова
За міським розкладом вулиця належала до 4-го розряду, у 1914 році переведена до 3-го розряду. Дуже складний рельєф вулиці зумовив незначні масштаби забудови (переважно дерев'яної) аж до початку ХХ століття. У 1897 році над вулицею перекинуто місток-віадук за проєктом цивільного інженера Володимира Безсмертного, який наразі є найстарішим з існуючих у Києві. У 1970-х рр. затишна вулиця не набагато поступалася за мальовничістю Андріївському узвозу. Але у подальші роки вона занепала й більшою мірою зруйнована, попри те, що архітектор О. Прима висунув проєкт її регенерації. У верхній частині вулиця існує у вигляді стежки, частково збереглася старовинна бруківка.

## Зображення

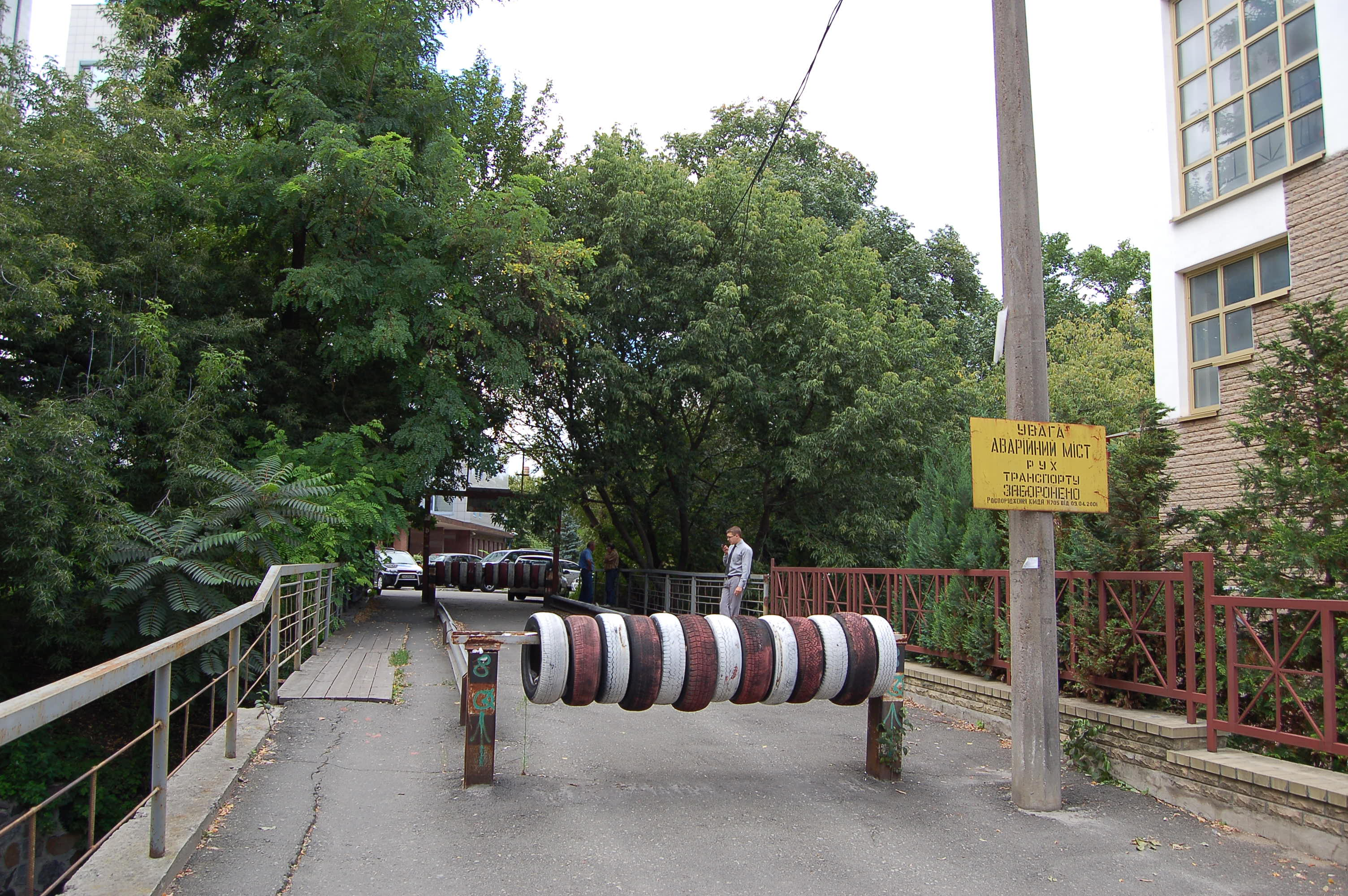
Віадук у бік Кудрявської вулиці
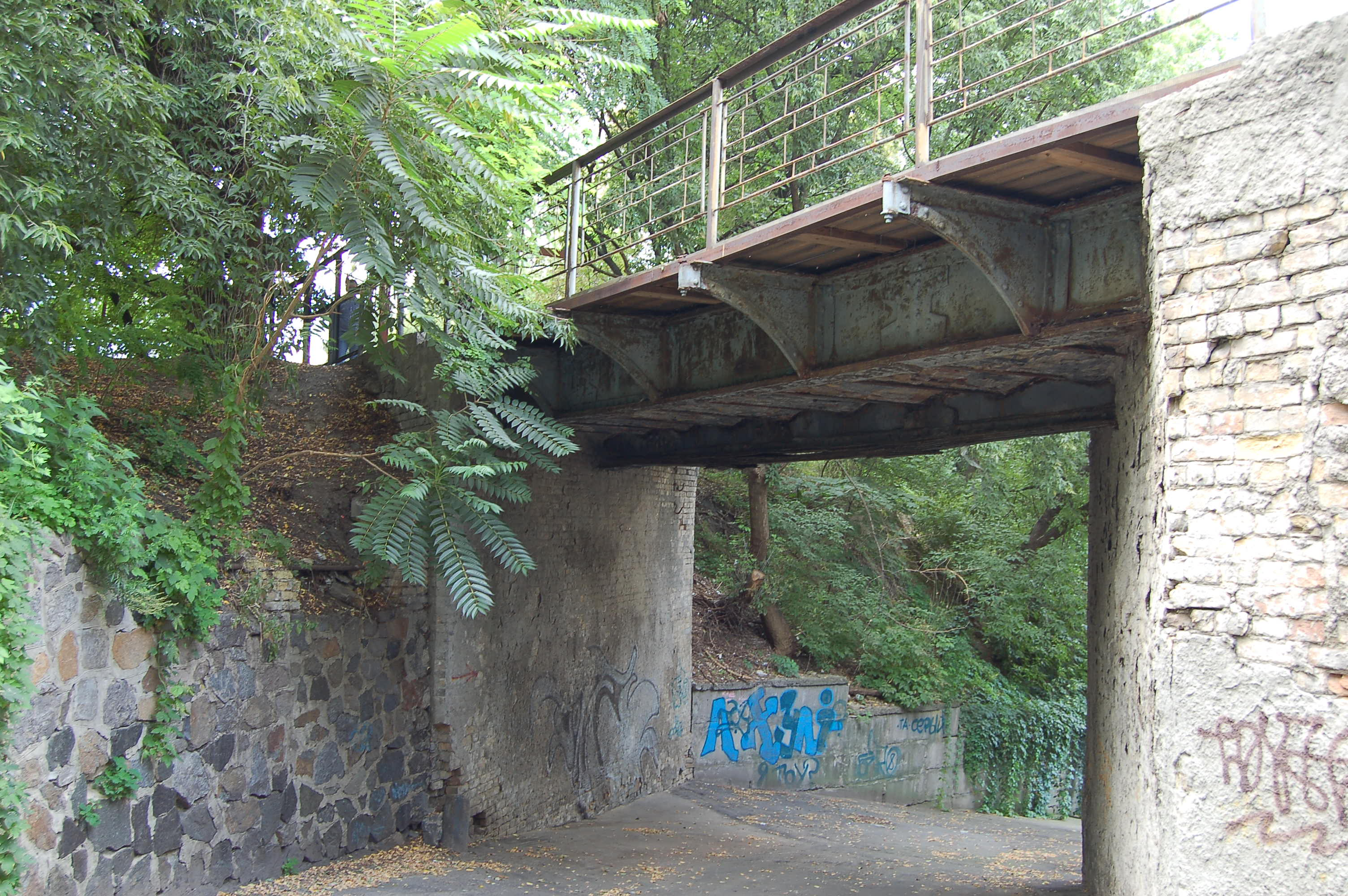
Віадук над вулицею Вознесенський Яр
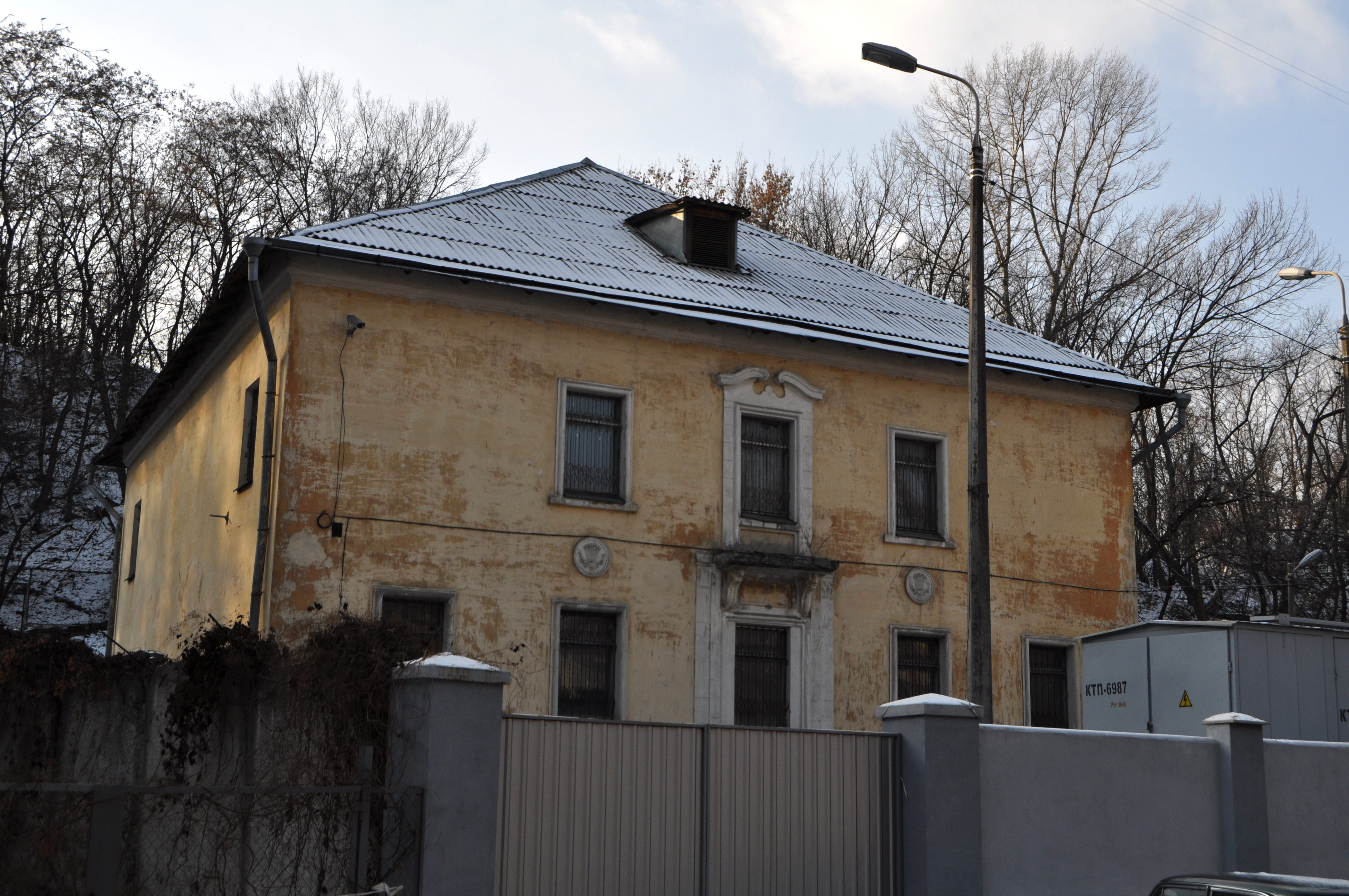
Адміністративно-житловий будинок, вулиця Вознесенський Яр, 10
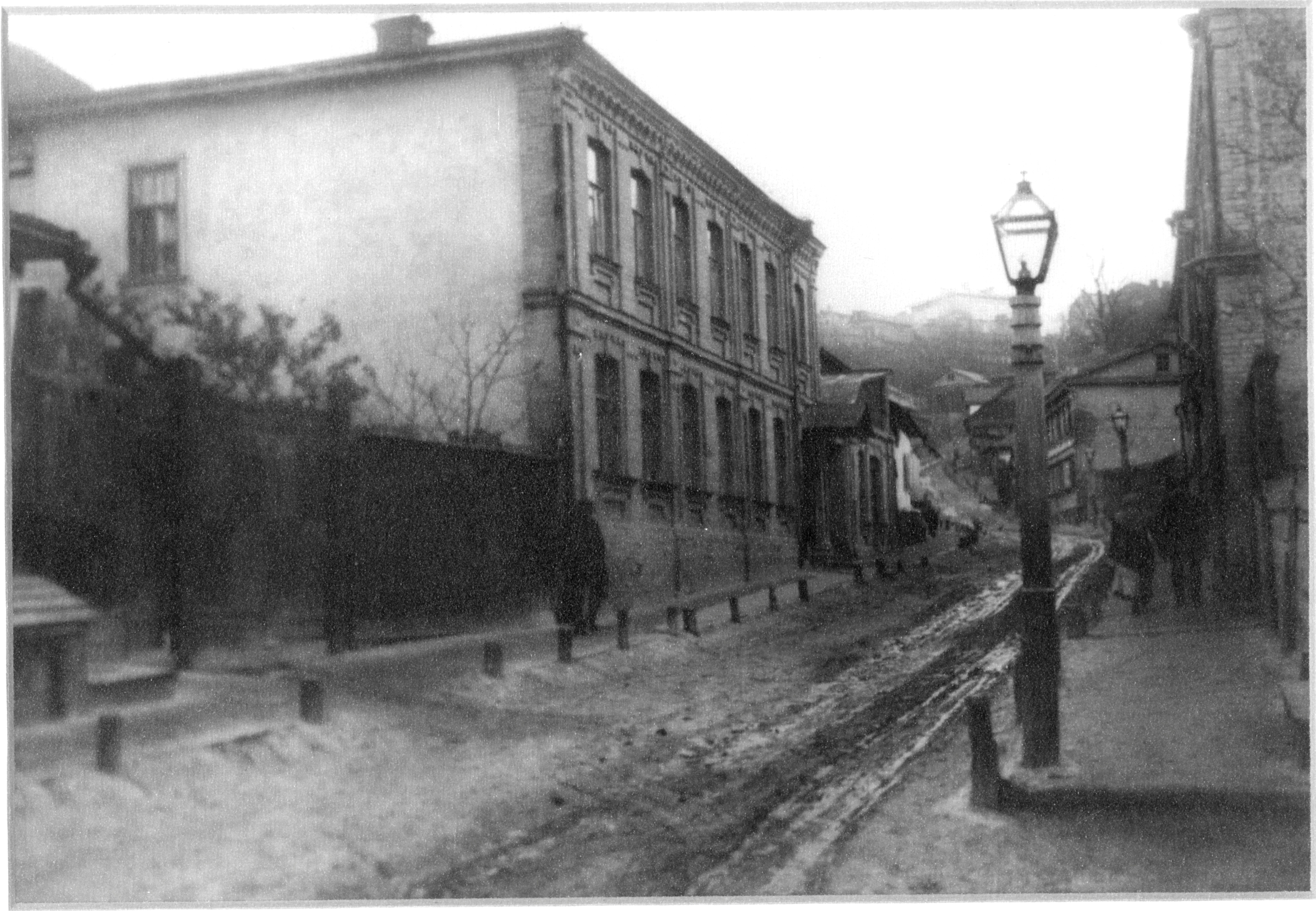
Київ, вул. Вознесенський Яр, 1898 рік, ракурс знизу
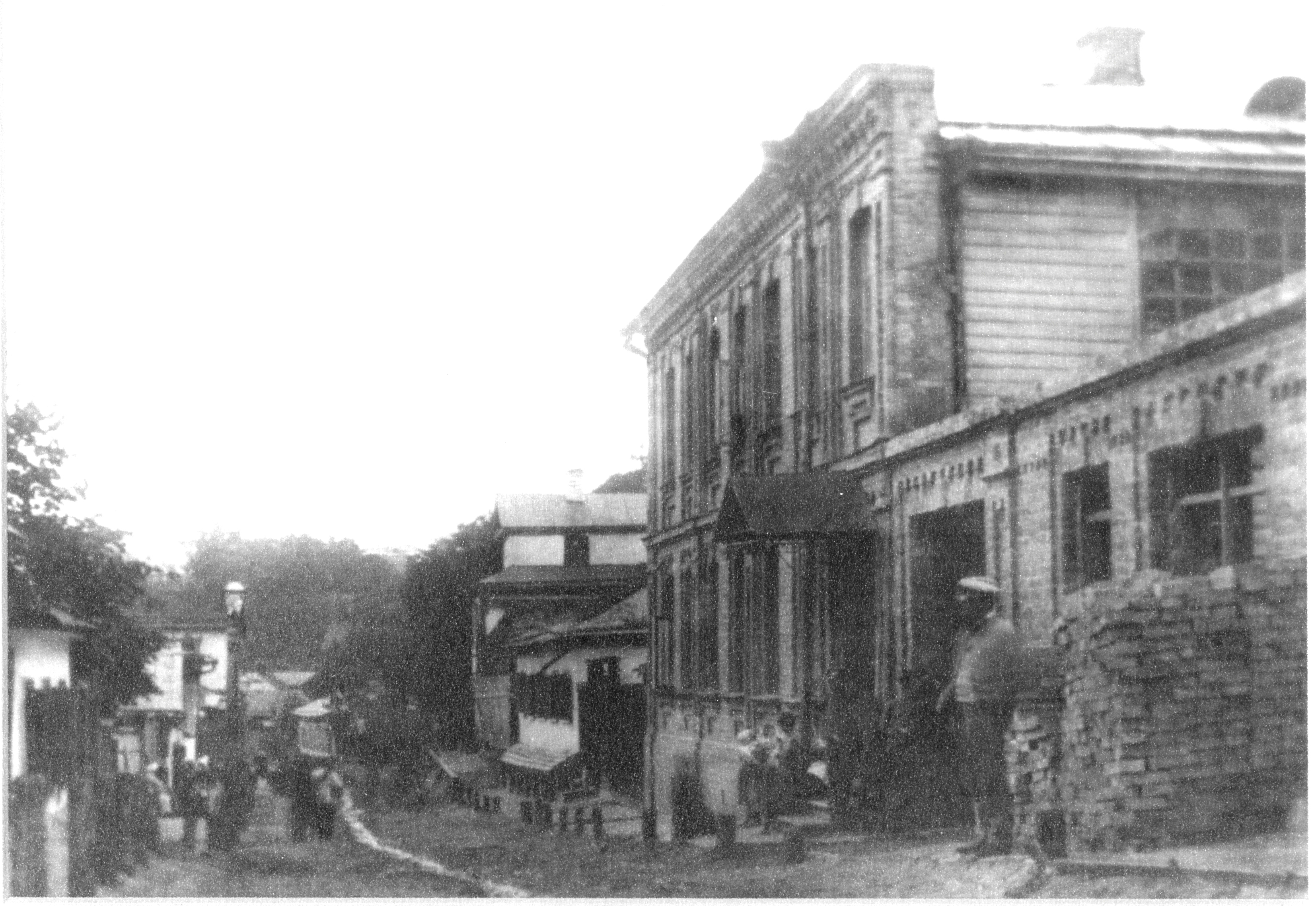
Київ, вул. Вознесенський Яр, 1898 рік, ракурс зверху.
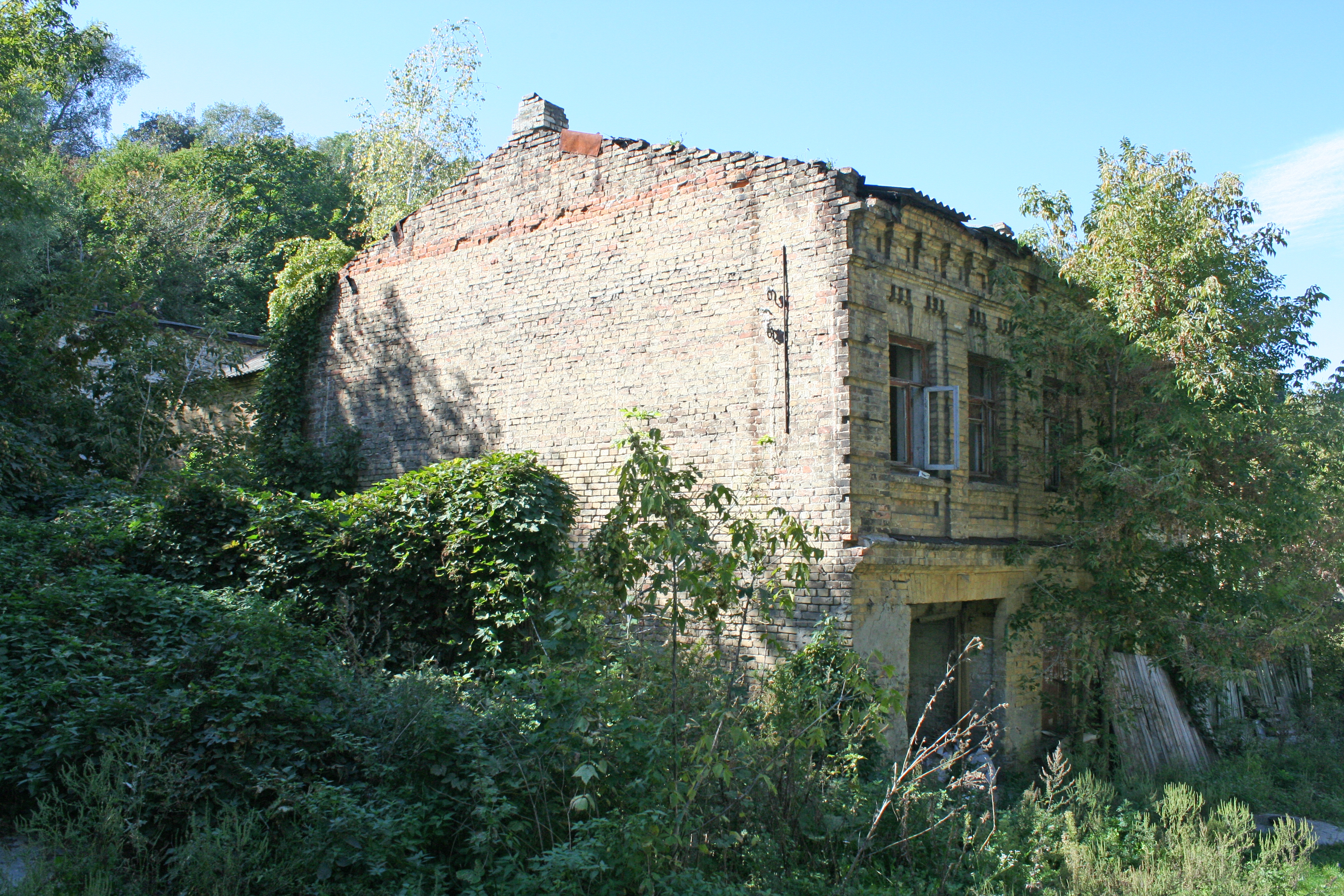
Будинок № 34 по вулиці Вознесенський Яр, 2016 рік